# Нічний мотоцикліст
«Нічни́й мотоциклі́ст» (рос. Ночной мотоциклист) — художній фільм 1972 року режисера Юлія Слупського за мотивами однойменної детективної повісті Віктора Смирнова. Прем'єра фільму відбулася 19 лютого 1973 року.

## Сюжет
Дія фільму відбувається в містечку Рогатин, де ударом ножа в серце вбито колишнього в'язня гітлерівського концтабору інженера Асеєва. Ніяких слідів боротьби на місці злочину не виявлено, але з будинку Асеєва викрадено гроші, та хтось рився в паперах і документах убитого. Справу розслідує молодий лейтенант Павло Старина, який повернувся в свій рідний Рогатин після армійської служби в авіації. Слід спершу веде до місцевого мисливця Шабашникова, якому належали ніж та чоботи, які були використані у скоєні вбивства. Дуже скоро стає ясно, що слід є хибним, і вбивцю треба шукати серед п'ятьох людей, які побували в день вбивства в домі Шабашникова. Розплутуючи цю непросту справу, міліція звертається до архівних документів часів війни, і згодом виявляється, що інженера вбив, рятуючи свою шкуру, один із катів концтабору.

## Акторський склад
- Микола Олялін — Старина Павло Іванович, слідчий районного відділу міліції, лейтенант
- Микола Гринько — Комаровський Борис Михайлович, капітан міліції
- Кость Степанков — Резник Микола Семенович, слідчий
- Маргарита Кошелєва — Олена Дмитрівна Самарина, однокласниця Старини
- Олег Жаков — Шабашников Іван Антипович, сторож хімкомбінату, мисливець
- Олександр Мовчан — Жарков, тренер автошколи, чемпіон з мотокросу, мисливець
- Степан Крилов — Фесенко, начальник пошти, мисливець
- Станіслав Станкевич — Помилуйко, майор міліції
- Володимир Волков — Боровик Степан Борисович, лісник
- Анатолій Барчук — Дудицький, слідчий
- Віктор Поліщук — міліціонер
- Анатолій Юрченко — мисливець, колись злочинець на прізвисько Валет
- Леонід Данчишин — слідчий
- Дмитро Миргородський — Сараєв
- Віктор Маляревич — кондуктор поїзда
- Борис Александров — кондуктор поїзда
- Лесь Сердюк — мисливець
- Андрій Подубинський — співак в ресторані
- Василь Хорошко — епізод
- Неоніла Гнеповська — епізод
- Раїса Пироженко — епізод
- Олександр Короткевич — епізод
- Вілорій Пащенко — епізод

## Знімальна група
- Режисер-постановник: Юлій Слупський
- Сценаристи: Ігор Болгарин, Віктор Смирнов
- Оператор-постановник: Микола Журавльов
- Художник-постановник: Петро Максименко
- Звукорежисер: Юрій Риков
- Композитор: Геннадій Гладков
- Текст пісень: Михайло Пляцковський
- Режисер: Т. Воробйова
- Оператор: А. Лен
- Художник по костюмах: Алла Сапанович
- Художник по гриму: Ніна Тихонова
- Монтажер: Єлизавета Рибак
- Редактор: Катерина Шандибіна
- Диригент: Ігор Ключарьов
- Директор картини: Бернард Глазман